# Município de Elizabeth (condado de Lawrence, Ohio)
Localização do Ohio nos E.U.A.
O município de Elizabeth (em inglês: Elizabeth Township) é um município localizado no condado de Lawrence no estado estadounidense de Ohio. No ano 2010 tinha uma população de 2969 habitantes e uma densidade populacional de 21,88 pessoas por km².

## Geografia
O município de Elizabeth encontra-se localizado nas coordenadas 38° 37′ 28″ N, 82° 41′ 05″ O. Segundo o Departamento do Censo dos Estados Unidos, o município tem uma superfície total de 135.69 km², da qual 134,31 km² correspondem a terra firme e (1,02 %) 1,39 km² é água.

## Demografia
Segundo o censo de 2010, tinha 2969 pessoas residindo no município de Elizabeth. A densidade populacional era de 21,88 hab./km².